# Kawasaki (Fukuoka)
Kawasaki (川崎町?) è una cittadina giapponese della prefettura di Fukuoka.